# Reihenwertzähler

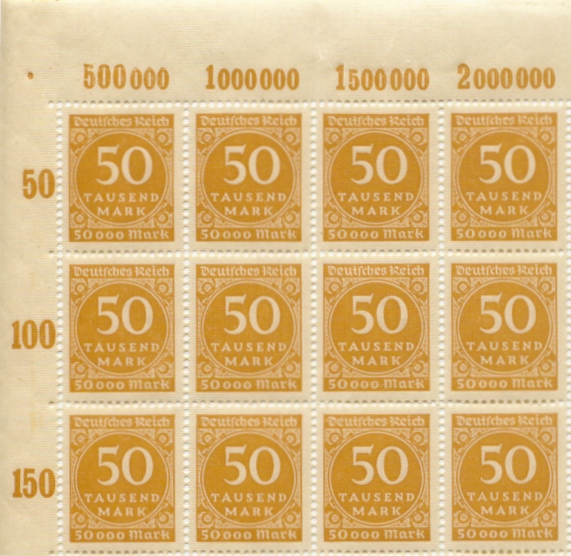
Reihenwert- und Summenzähler auf einem linken Bogenrand, Briefmarkenausgabe von 1923

Der Reihenwertzähler auf Briefmarkenbögen ist ein abrechnungstechnisches Hilfsmittel für die mit dem Verkauf von Briefmarken befassten Personen. Er zeigt den Wert der in einem Restbogen noch vorhandenen Briefmarken an, sofern mit dem Verbrauch des Bogens an der rechten Markenreihe begonnen wurde. Die Wertermittlung erfolgt durch Feststellung des über der letzten vollständigen Reihe angegebenen Wertes, zu dem der Gesamtwert der in der angebrochenen Reihe noch vorhandenen Markenwerte hinzuzurechnen ist. Bei der Ermittlung dieses Wertes hilft der auf den linken Rand des Schalterbogens angebrachte Summenzähler, der – in der Regel von oben beginnend – die in jeder Zeile erreichte Gesamtsumme der Marken einer Reihe benennt.
Der Reihenwertzähler erscheint zumeist am Oberrand von Markenbögen in Form reiner Wertangaben oder als Kombination von Wertangabe und Währungsbezeichnung. Bei Kleinbögen oder bei den seit 1994 von der Deutschen Post AG genutzten Zehnerbögen, die im Allgemeinen im Stück verkauft werden, besteht für den Abdruck eines Reihenwertzählers keine Notwendigkeit.
Briefmarken mit Bogenrandstücken, speziell auch solche mit Angabe des Reihenwertes, gehören zu den von Philatelisten besonders gesuchten Stücken.